# Sierra Mágina (aceite)

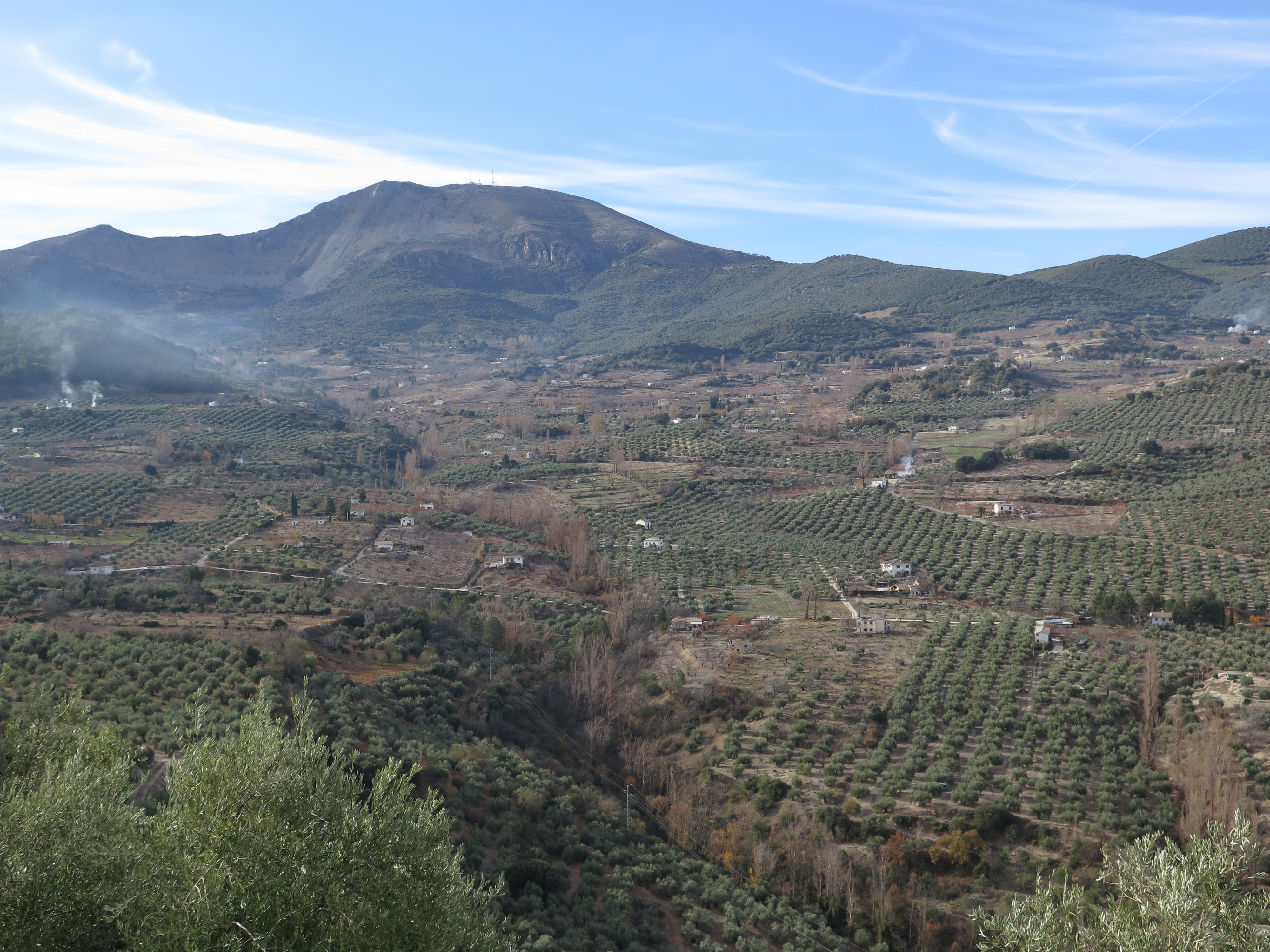
Olivares en la falda del cerro Almadén, Torres, Sierra Mágina.

«Sierra Mágina» es una denominación de origen protegida (DOP) para los aceites de oliva vírgenes extra que, reuniendo las características definidas en su reglamento, hayan cumplido con todos los requisitos exigidos en el mismo. Se publicó el 24 de diciembre de 1998 y se registró el 5 de octubre de 1999.También cuenta con registro ante la Organización Mundial de la Propiedad Intelectual desde el 22 de junio de 2021.
La Denominación de Origen «Sierra Mágina» la conforman 60.000 hectáreas de olivar situadas en quince municipios de la comarca de Sierra Mágina, cultivadas por 13 000 olivareros y con una producción media de aceite de oliva de 32.000 toneladas anuales.

## Zona de producción
La zona geográfica que comprende la Denominación de Origen «Sierra Mágina» —la mayor en extensión de las inscritas en la Unión Europea— está constituida por los terrenos ubicados en los términos municipales de Albanchez de Mágina, Bedmar y Garcíez, Bélmez de la Moraleda, Cabra del Santo Cristo, Cambil, Cárcheles, Campillo de Arenas, La Guardia de Jaén(geográficamente en la Denominación de la comarca, aunque políticamente se la incluye en el Área Metropolitana de Jaén, ver comarcas), Huelma (y Solera), Jimena, Jódar, Larva, Mancha Real, Pegalajar y Torres, de la provincia de Jaén.

## Variedades aptas
Para la elaboración de los aceites protegidos por la Denominación de Origen «Sierra Mágina» se emplean exclusivamente las siguientes variedades de aceituna: picual y Manzanillo de Jaén. De estas variedades de aceituna se considera como principal o predominante la picual, y como variedad secundaria autorizada por la Denominación, la Manzanillo.